# 临海南站
临海南站位于浙江省台州市临海市江南街道下东山村、罗家坑村，是金台铁路上的车站。车站预计将由金温铁道公司管辖，为办理客运业务的中间站。此外车站在营业后还将开行台州市郊铁路列车，方便仙居-临海-台州中心城区-头门新区沿线城镇组团之间互相交流的中短途居民出行。
车站所在的金台铁路临海段于2016年7月开工，由中铁二十二局集团负责施工；车站站房工程则于2019年11月开工，由中铁北京工程局集团五公司负责施工。

## 车站结构
临海南站为线侧下式旅客站房，面积9984.9平方米平方米，是金台铁路台州境内面积最大的车站。站房外立面由钢架与玻璃幕墙构成，并在左右两侧植入两个白色建筑体块。候车室最高聚集人数1300人。
临海南站站场规模二台四线，站台与站房间通过一条宽8米的进出站地道连接。